# Zagorica (gmina Topola)
Zagorica (cyr. Загорица) – wieś w Serbii, w okręgu szumadijskim, w gminie Topola. W 2011 roku liczyła 677 mieszkańców.